# Наледи (местный муниципалитет)
Наледи (Naledi) — местный муниципалитет в районе Рутх Сегомотси Момпати Северо-Западной провинции (ЮАР). Административный центр — Фрейбург. Название муниципалитета в переводе с языка сесото означает «Звезда».